# Ильзе (приток Беги)
Ильзе (нем. Ilse) — ручей длиной 15 км в регионе Северный Рейн-Вестфалия, Германия. Ильзе впадает в реку Бега у города Лиеме. В месте слияния Ильзе и Бега расположен Ильзепарк города Лиеме. Вдоль течения ручья расположен природный заповедник Ильзе (LIP-094). Заповедник образован для сохранения, развития и восстановления естественных околостоковых и прилегающих аллювиальных и пастбищных территорий в ландшафтных районах долины Лемго как места обитания редких, находящихся под угрозой исчезновения и специфичных для данного ландшафта видов диких растений и животных.
Название зафиксировано в 1297 году как Ilsnen, связывают с берегами, заросшими ольхой или ивой (через Ilisina, *elis-/*elus-, erle — «ольха» либо hilster — «ива»).